# Linda Hunt
Linda Hunt (Morristown, Nova Jersey, 2 d'abril de 1945) és una actriu estatunidenca de cinema i televisió.
Filla d'Elsie (nascuda Doying), professora de piano i de Raymond Davy Hunt, vicepresident d'una companyia petroliera de Long Island, Harper Fuel Oil. Linda Hunt va anar a la prestigiosa Interlochen Arts Academy. Té una germana, Marcia.

## Filmografia

### Cinema
| Any  | Pel·lícula                                                         | Paper               | Notes                                                                                  |
| ---- | ------------------------------------------------------------------ | ------------------- | -------------------------------------------------------------------------------------- |
| 1980 | Popeye                                                             | Mrs. Oxheart        |                                                                                        |
| 1983 | L'any que vam viure perillosament (The Year of Living Dangerously) | Billy Kwan          | Oscar a la millor actriu secundària Nominada—Globus d'Or a la millor actriu secundària |
| 1984 | Dune                                                               | Shadout Mapes       |                                                                                        |
| 1984 | Les bostonianes (The Bostonians)                                   | Dr. Prance          |                                                                                        |
| 1985 | Eleni                                                              | Katina              |                                                                                        |
| 1985 | Silverado                                                          | Stella              |                                                                                        |
| 1987 | Waiting for the Moon                                               | Alice B. Toklas     |                                                                                        |
| 1989 | La diablessa (She-Devil)                                           | Hooper              |                                                                                        |
| 1990 | Poli de guarderia (Kindergarten Cop)                               | Miss Schlowski      |                                                                                        |
| 1990 | Carmilla                                                           | narrador            |                                                                                        |
| 1991 | Agent juvenil                                                      | Ilsa Grunt          |                                                                                        |
| 1992 | Rain Without Thunder                                               | Director Atwood     |                                                                                        |
| 1993 | Younger and Younger                                                | Frances             |                                                                                        |
| 1993 | Twenty Bucks                                                       | Angeline            |                                                                                        |
| 1994 | Prêt-à-Porter                                                      | Regina Krumm        |                                                                                        |
| 1995 | Pocahontas                                                         | Àvia Willow         | veu                                                                                    |
| 1997 | The Relic                                                          | Dra. Ann Cuthbert   |                                                                                        |
| 1997 | Eat Your Heart Out                                                 | Kathryn             |                                                                                        |
| 1998 | Pocahontas II: Journey to a New World                              | Àvia Willow         | veu                                                                                    |
| 2002 | Dragonfly                                                          | Germana Madeline    |                                                                                        |
| 2005 | Auschwitz: The Nazis and the 'Final Solution'                      | Narradora           | veu                                                                                    |
| 2005 | Teus, meus i nostres (Yours, Mine and Ours)                        | Mrs. Munion         |                                                                                        |
| 2005 | God of War                                                         | Narradora           | Videojoc (veu)                                                                         |
| 2005 | The Great Transatlantic Cable                                      | Narradora           |                                                                                        |
| 2006 | Stranger than Fiction                                              | Dra. Mittag-Leffler |                                                                                        |
| 2007 | The Singing Revolution                                             | Narradora           |                                                                                        |
| 2007 | God of War II                                                      | Gaia/Narradora      | Videojoc (veu)                                                                         |
| 2008 | God of War: Chains of Olympus                                      | Narradora           | Videojoc (veu)                                                                         |
| 2010 | God of War III                                                     | Narradora           | Videojoc (veu)                                                                         |

### Televisió
- 1978: Hallmark Hall Of Fame (sèrie), Temporada 28, Episodi 2): Mona
- 1993: Space Rangers (sèrie): Commandant Chennault
- 1997-2002: The Practice creada per David E. Kelley, Jonathan Shapiro (sèrie): Jutgessa Zoey Hiller
- 2003-2005: Carnivàle (sèrie): veu
- 2007-2008: The Unit creada per David Mamet (sèrie): Dra. Eudora Hobbs
- 2008: Without a Trace (sèrie): Dra. Claire Bryson
- 2009: NCIS: Los Angeles (sèrie) creada per Shane Brennan: Henrietta "Hetty" Lange